# Алунитдаг
Алунитдаг (азерб. Alunitdağ) — посёлок городского типа в Дашкесанском районе Азербайджана. Посёлок расположен в 10 км от железнодорожной станции Кущинский Мост (на линии Гянджа — Кущинский Мост).
Статус посёлка городского типа с 1958 года.

## Экономика
В районе посёлка расположено месторождение Алунита

## Население
| 1959 | 1970 | 1979 | 1989 | 2011 |
| ---- | ---- | ---- | ---- | ---- |
| 563  | 620  | 598  | 679  | 700  |